# Kristína Peláková

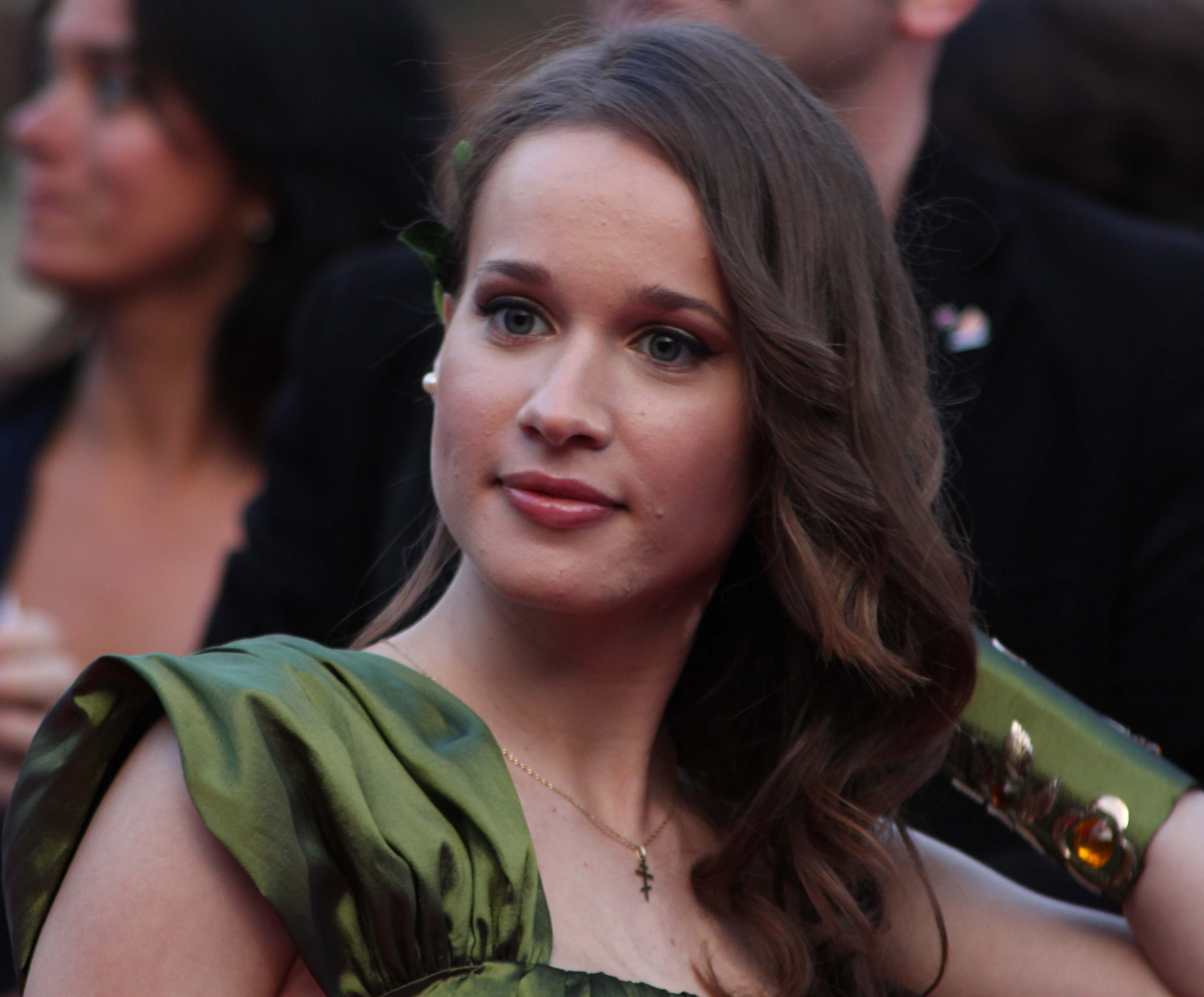
Kristina beim Eurovision Song Contest in Oslo (2010)

Kristína Peláková (* 20. August 1987 in Svidník), besser bekannt unter ihrem Künstlernamen Kristina, ist eine slowakische Sängerin.

## Biografie
Kristina begann bereits in ihrer Kindheit, die sie vornehmlich in Svidník in der Slowakei verbrachte, zu singen, tanzen und Klavier zu spielen. Auf Anraten ihres Musiklehrers besuchte sie später das Konservatorium in Košice. Während ihres Musikstudiums besuchte sie oft lokale Musikveranstaltungen sowie regelmäßig den ortsansässigen Jazz-Club. Hier machte sie die Bekanntschaft mit Martin Kavulič, der später Kristinas Produzent werden sollte. Kavulič war es auch, der ihr zu einem Plattenvertrag mit dem Label H.o.M.E. Production verhalf.

### Erste Erfolge
2007 brachte sie gemeinsam mit dem Rapper Opak die Single Som tvoja heraus, welche jedoch nicht allzu großen Anklang fand. Wenngleich die anfängliche Begeisterung allmählich wich, schaffte man mit weiteren Veröffentlichungen einige Achtungserfolge zu sammeln. So konnte sie mit den Titeln Vráť mi tie hviezdy und Ešte váham aus ihrem ersten Studio-Album ....ešte váham, welches im November 2008 erschien, unter anderem zwei Top-Ten-Platzierungen in den Airplay-Charts erringen. Auch die im Jahre 2009 veröffentlichte Single Stonka erreichte die Charts, wo diese Platz vier belegte. Die Single konnte sich auch in Tschechien in den Top-50-Charts platzieren.

### Teilnahme am Eurovision Song Contest
Im Jahr 2010 trat Kristina beim nationalen slowakischen Vorentscheid zum Eurovision Song Contest mit dem wiederum von Martin Kavulič komponierten und von Kamil Peteraj getexteten Titel Horehronie an. Der in der Landessprache vorgetragene Song bestand aus einer Mischung aus Pop- und Ethno-Klängen. Es handelte sich um eine Ode an die titelgebende slowakische Landschafts- und Tourismus-Region Horehronie.
In dem am 14. Februar 2010 veranstalteten ersten Halbfinale des Vorentscheids erreichte Kristina mit 31,2 Prozent der Zuschauerstimmen und 12 Stimmen als Höchstwertung der Jury den ersten Platz. Sie verwies ihre Konkurrenten mit fast dem dreifachen Stimmenanteil auf die folgenden Plätze.
Ihre größte Konkurrentin wurde die Sängerin Mista. Diese hatte sich im zweiten Halbfinale des Vorentscheids am 21. Februar mit 14,2 Prozent der Zuschauerwertung und 11 Stimmen der Jury den ersten Platz gesichert. Neben Kristina und Mista waren zehn weitere Künstler im Finale am 27. Februar vertreten.
Mit 37,6 Prozent der Zuschauer- und 11 Jury-Stimmen konnte sich Kristina im Finale des Eurosong 2010 nach Meinung der Jury nur auf dem zweiten Platz positionieren – Mista erhielt zwar nur 16,5 Prozent aus dem Televoting, bekam aber von der Jury 12 Stimmen und damit eine Stimme mehr als Kristina – was augenscheinlich nicht die Meinung der Zuschauer nach der besten Performance widerspiegelte. Aufgrund der größeren Sympathie beim Publikum entschied man sich Ende Februar dafür, Kristina am 55. Eurovision Song Contest in Oslo teilnehmen zu lassen.
Am 25. Mai 2010 trat Kristina mit Horehronie im ersten ESC-Halbfinale auf. Obwohl als Mitfavoritin auf den Sieg gehandelt, gelang es ihr nicht, sich für das Finale zu qualifizieren. Die Sängerin belegte unter 17 Teilnehmern den vorletzten Platz. In der Slowakei gelangte der Titel auf Platz eins der Single-Charts.

## Diskographie

### Alben
- 2008: ....ešte váham

### Singles
- 2008: Thank You Later
- 2008: American Girl
- 2008: I Will Not Let You Down
- 2010: Horehronie
- 2010: All That